# Ерне, Нильс
Нильс Кай Е́рне (дат. Niels Kaj Jerne; 23 декабря, 1911, Лондон, Великобритания — 7 октября 1994, Кастийон-дю-Гар, Гар, Франция) — датский иммунолог, лауреат Нобелевской премии по физиологии и медицине 1984 года «За теории относительно специфичности в развитии и контроле иммунной системы и открытие принципа продукции моноклональных антител».

## Биография
Родители Нильса Ерне жили на датском острове Фанё, как и их предки в течение веков. В 1910 году они переехали в Лондон, где и родился Нильс 23 декабря 1911 года. Во время Первой мировой войны родители переехали в Нидерланды и Нильс провёл юность в Роттердаме, где окончил бакалавриат в 1928 году. Он окончил Лейденский университет, где два года изучал физику. После этого он переехал в Копенгаген, где начал изучать медицину в Университете Копенгагена, получил там в 1947 году степень доктора медицины, а в 1951 году защитил диссертацию «Исследование авидности на основе отвечаемости кожи кролика на смеси дифтерийного токсина и антитоксина».
С 1943 по 1956 год Нильс Ерне работал на Датский национальный институт сывороток, откуда в 1954—1955 годах выезжал в Калифорнийский технологический институт (Пасадина, Калифорния). В это время он сформулировал свою теорию образования антител. Нильс Ерне вспоминал, что идея пришла к нему когда он ехал на велосипеде с работы домой в Копенгаген.
Теория образования антител сделала Ерне известным учёным и с 1956 года он работал в ВОЗ в Женеве главой секции биологических стандартов и иммунологии. В 1962—1966 годах был профессором микробиологии и заведующим отдела микробиологии медицинской школы Университета Питтсбурга (Питтсбург), продолжая работать экспертом в ВОЗ. В 1966 году Ерне вернулся в Европу, где получил позицию профессора в Университете Иоганна Вольфганга Гёте (Франкфурт). В 1969 году стал директором Базельского института иммунологии (Базель), где работал до выхода на пенсию в 1980 году.
Почётный иностранный член Американской академии искусств и наук (1967).
Член Датской королевской академии наук (1969), Лондонского королевского общества (1980).
Иностранный член Национальной академии наук США (1975), Французской академии наук (1981).
Почётный член Скандинавского (Scandinavian Society of Immunology) (1970) и Британского обществ иммунологии (1983), а также Американского философского общества (1979).
Почётный доктор: Колумбийский университет (США, 1978), Копенгагенский университет (1979), Базельский университет (Швейцария, 1981), Роттердамский университет Эразма (Нидерланды, hon MD, 1983).
Награды и премии: Marcel Benoist Prize (1978), Paul Ehrlich and Ludwig Darmstaedter Prize (1982).